# Andreas Lukse
Andreas Lukse (* 8. November 1987 in Wien) ist ein ehemaliger österreichischer Fußballtorwart.

## Karriere

### Als Spieler

#### Verein
Der Torwart begann seine Karriere in Hütteldorf bei den SK Rapid Amateuren als Stammkeeper. In die Kampfmannschaft von Rapid wurde er das erste Mal in der Saison 2006/07 im Spiel gegen den FC Wacker Tirol (2:2) für den am Knie verletzen Ersatztorwart Raimund Hedl einberufen. Während der Verletzungsdauer von Hedl saß er bei allen weiteren Spielen als Ersatztorhüter auf der Bank. Von Jänner 2008 bis Juni 2008 spielte Lukse auf Leihbasis beim DSV Leoben und wechselte danach zum SK Rapid Wien. In der Saison 2008/09 kam Lukse zu seinen ersten Einsätzen für Rapid. Am 29. Mai 2009 wurde der Torhüter von den Hütteldorfern für die Saison 2009/10 an den SK Sturm Graz verliehen, kam jedoch zu keinem Einsatz in der ersten Mannschaft.
Im Sommer 2010 wurde er abermals verliehen und wechselte zum First Vienna FC. Obwohl er bei der Vienna regelmäßig gespielt hatte, musste er den Verein nach einer Saison wieder verlassen. Sein Vertrag mit Rapid lief gleichzeitig aus und er war zunächst vereinslos. Im Oktober 2011 unterschrieb er Lukse beim FC Lustenau einen bis Sommer 2013 gültigen Vertrag.
Im Jänner 2013 wechselte er nach zum SV Kapfenberg, bei dem er bis zum Ende der Saison 2013/14 blieb. Im Juli 2014 wechselte er zum Bundesligaaufsteiger SCR Altach, bei dem er ab Sommer 2015 zur Stammkraft zwischen den Pfosten wurde. Für den Verein kam Lukse in fünf Jahren wettbewerbsübergreifend 88-mal zum Einsatz.
Nach der Saison 2018/19 verließ der Torhüter Österreich und wechselte ablösefrei nach Deutschland zum in die dortige zweite Bundesliga abgestiegenen 1. FC Nürnberg, bei dem er einen bis Juni 2021 laufenden Vertrag erhielt. Dort vertrat er ab dem 10. Spieltag den nach einem Kniescheibenbruch verletzten Stammkeeper Christian Mathenia. Im März 2021 wurde bekannt, dass sein im Sommer 2021 auslaufender Vertrag nicht verlängert werde und er den Verein verlassen müsse. In seinen zwei Jahren in der Mannschaft hatte er es lediglich zu drei Pflichtspieleinsätzen gebracht. Zwischenzeitlich hatte er auch mit muskulären Problemen und einem Muskelfaserriss zu kämpfen.
Zur Saison 2021/22 kehrte er zum österreichischen Regionalligisten First Vienna FC zurück. Für die Vienna kam er in der Saison 2021/22 zu 17 Einsätzen in der Ostliga. Mit den Wienern stieg er zu Saisonende wieder in die 2. Liga auf. Im Februar 2023 wurde sein Vertrag bei der Vienna vorzeitig bis Sommer 2024 verlängert. Für die Vienna kam er in der Saison 2022/23 zu 26 Zweitligaeinsätzen, zu Saisonende wurde er zum besten Tormann der Liga gekürt.
Auch zu Beginn der Saison 2023/24 stand Lukse im Tor der Vienna, ehe er im August 2023 nochmals den Sprung in die Bundesliga wagte und bei Aufsteiger FC Blau-Weiß Linz einen bis 2025 laufenden Vertrag erhielt. Nach fünf Bundesligaeinsätzen für die Linzer verließ er den Verein nach der Saison 2024/25 nach seinem Vertragsende.

#### Nationalmannschaft
Bei der U-20-Weltmeisterschaft 2007 in Kanada hütete Lukse im Gruppenspiel gegen Kanada sowie im Spiel um Platz 3 gegen Chile das Tor der österreichischen Mannschaft.
Im August 2015 wurde er von Marcel Koller erstmals auf Abruf ins Nationalteam berufen.
Im November 2015 stand er gegen die Schweiz erstmals im Kader der A-Nationalmannschaft. Im November 2016 debütierte er schließlich im Nationalteam, als er in einem Testspiel gegen die Slowakei in der Startelf stand.

### Als Trainer
Lukse wurde nach seinem Abschied aus Linz im August 2025 Trainer der Amateure von Admira Wacker.

## Kontroverse
Wegen nächtlicher Eskapaden in der Vorweihnachtszeit 2008 wurden Lukse und sein Klubkollege bei Rapid, René Gartler, zu Geldstrafen verurteilt, die in Lukses Fall 12.000 Euro betrug. Weiters erhielten beide eine schriftliche Abmahnung der Geschäftsführung ihres Vereines.

## Erfolge
- Österreichischer Fußball-Cup-Sieger: 2010 (Sturm Graz)
- Meister der Wiener Stadtliga: 2006 (SK Rapid Wien Amateure)
- 4. Platz bei der U-20-Weltmeisterschaft 2007 in Kanada
- Bester Torwart der 2. Liga: 2023